# NGC 3276
NGC 3276 је лентикуларна галаксија у сазвежђу Шмрк (Пумпа) која се налази на NGC листи објеката дубоког неба.
Деклинација објекта је - 39° 56' 42" а ректасцензија 10h 31m 9,1s. Привидна величина (магнитуда) објекта NGC 3276 износи 13,4 а фотографска магнитуда 14,4. NGC 3276 је још познат и под ознакама ESO 317-40, PGC 31031.